# Coleophora prunifoliae
Coleophora prunifoliae é uma espécie de mariposa do gênero Coleophora pertencente à família Coleophoridae.